# 1494 en musique classique
| \| • Retour à la chronologie générale de la musique classique • \| |
| Grèce • Rome • Haut Moyen Âge • VIIIe siècle • IXe siècle • Xe siècle • XIe siècle XIIe siècle • XIIIe siècle • XIVe siècle • XVe siècle • XVIe siècle • XVIIe siècle XVIIIe siècle • XIXe siècle • XXe siècle • XXIe siècle |
| • Retour à la chronologie générale de la musique classique • |

| Années en musique classique : 1491 - 1492 - 1493 - 1494 - 1495 - 1496 - 1497    |
| Décennies en musique classique : 1460 - 1470 - 1480 - 1490 - 1500 - 1510 - 1520 |

## Naissances

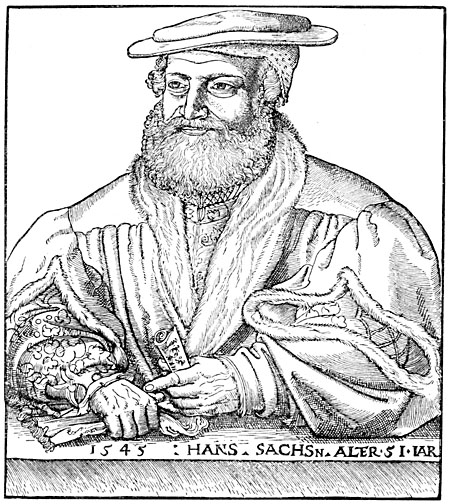
Hans Sachs

- 5 novembre : Hans Sachs, maître chanteur († 19 janvier 1576).

vers 1494 :
- Pierre Attaingnant, imprimeur-libraire français († 1551 ou 1552).

## Décès
- Gregor Weßenigk, Thomaskantor (° avant 1465)